# Cheilio inermis
Cheilio inermis là loài cá biển duy nhất thuộc chi Cheilio trong họ Cá bàng chài. Loài này được mô tả lần đầu tiên vào năm 1775.

## Từ nguyên
Từ định danh của chi bắt nguồn từ kheîlos (χεῖλος) trong tiếng Hy Lạp cổ đại, mang nghĩa là "môi", hàm ý đề cập đến phần môi nhô ra ngoài của loài cá này.
Từ định danh của loài trong tiếng Latinh mang nghĩa là "không có vũ khí", vì theo tác giả Pehr Forsskål là loài này không có tia gai ở các vây, nhưng đó một sai lầm rõ ràng vì tất cả các loài cá bàng chài đều có các tia vây gai. Vì từ định danh không mô tả chính xác nên Achille Valenciennes đã thay một danh pháp khác cho loài cá này là C. forskalii vào năm 1839.

## Phạm vi phân bố và môi trường sống
C. inermis có phạm vi phân bố rộng khắp vùng biển Ấn Độ Dương - Thái Bình Dương. Từ Biển Đỏ và bờ biển và vùng biển phía nam bán đảo Ả Rập, loài này được ghi nhận dọc theo bờ biển Đông Phi và trải dài đến Nam Phi, bao gồm Madagascar và tất cả các đảo quốc trên Ấn Độ Dương, cũng như vùng biển phía nam Ấn Độ và Tây Úc; từ biển Andaman, C. inermis xuất hiện trên khắp vùng biển các nước Đông Nam Á, ngược lên phía bắc đến vùng biển phía nam Nhật Bản (bao gồm quần đảo Ogasawara ngoài khơi), mở rộng về phía đông đến hầu hết các quần đảo, đảo quốc thuộc châu Đại Dương (bao gồm cả quần đảo Hawaii), xa nhất là đến tận đảo Phục Sinh, giới hạn phía nam đến đảo Lord Howe và vùng biển phía đông của Úc.

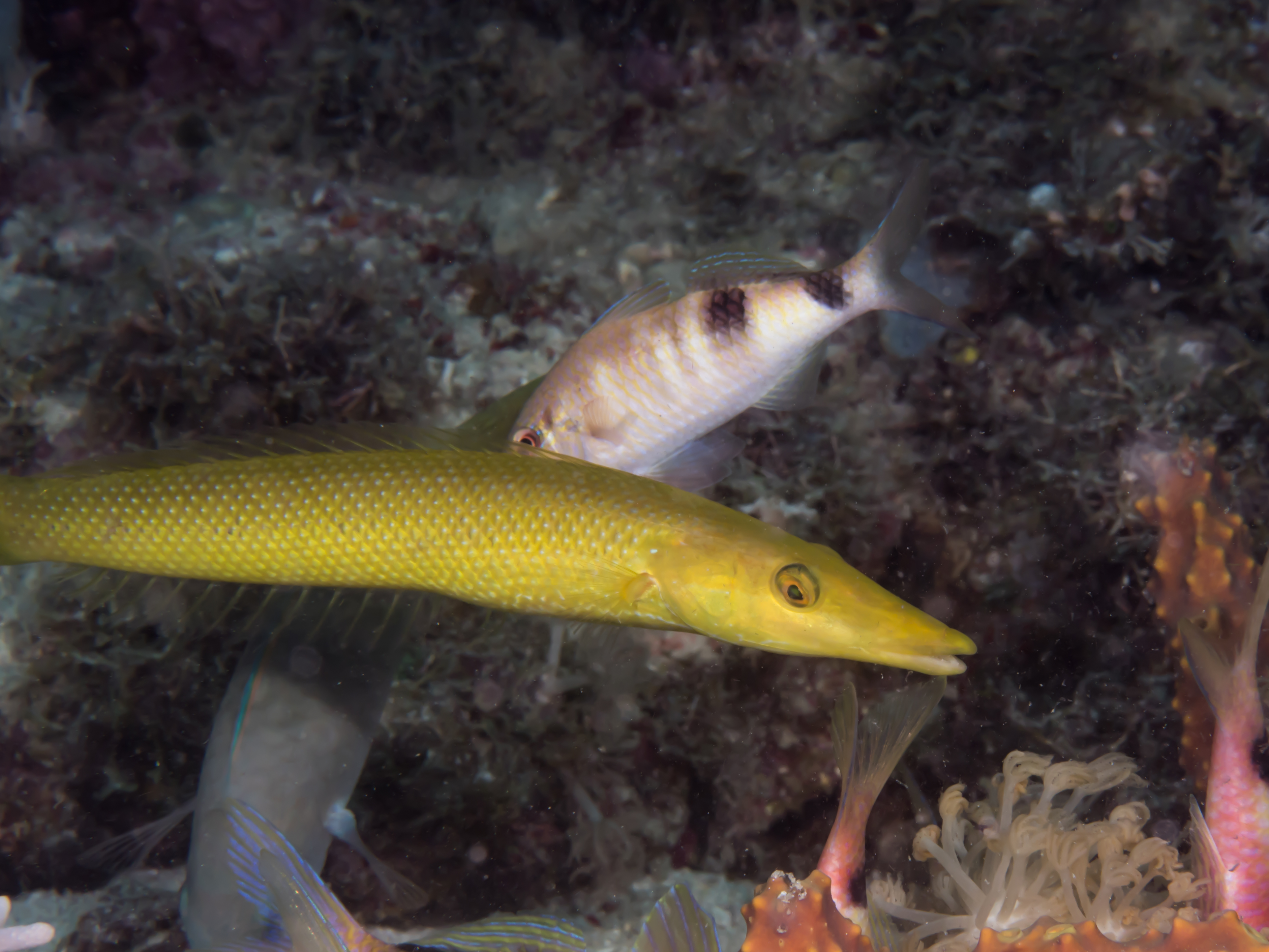
C. inermis màu vàng

Môi trường sống phổ biến của C. inermis là các thảm cỏ biển hay những nơi mà tảo phát triển, đôi được cũng được tìm thấy gần những rạn san hô viền bờ hay trong các đầm phá ở độ sâu đến ít nhất là 30 m.

## Mô tả
C. inermis có chiều dài cơ thể tối đa được ghi nhận là 50 cm. C. inermis có thân mảnh và thon dài. Loài này có nhiều biến dị màu sắc được ghi nhận, bao gồm màu xanh lục, nâu, nâu da cam hay màu vàng. Những cá thể có màu vàng đồng nhất thường ít gặp hơn.
Cá cái thường có một dải màu sẫm ngay giữa thân, và có thể bị đứt đoạn thành các vạch, đốm. Cá đực có thể xuất hiện các đốmmàu hồng cam, vàng tươi, trắng, hoặc cả màu đen ở hai bên thân phía sau vây ngực. Vây đuôi bo tròn hoặc hình thoi.
Số gai vây lưng: 9; Số tia vây ở vây lưng: 12–14; Số gai vây hậu môn: 3; Số tia vây ở vây hậu môn: 11–12; Số tia vây ở vây ngực: 12–13.

## Sinh thái học

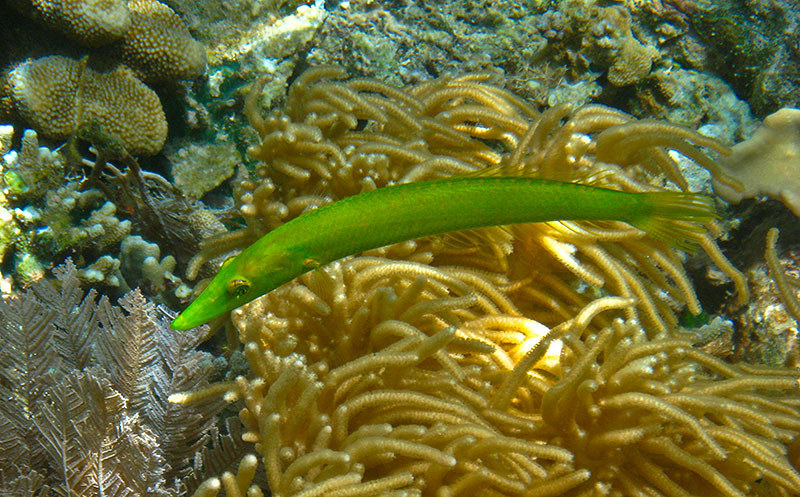
C. inermis màu xanh lục

Thức ăn của C. inermis bao gồm các loài động vật giáp xác, động vật thân mềm và những loài có vỏ cứng như nhím biển, lớp Chân bụng và cua ẩn sĩ.
C. inermis có xu hướng sống đơn độc, cá trưởng thành thỉnh thoảng cũng được quan sát là sống theo những nhóm nhỏ, nhưng có thể hợp thành đàn lớn để sinh sản. Cá con hay ẩn mình trong các bụi cỏ biển hoặc trôi dạt theo tảo mơ (Sargassum).
Loài này được đánh bắt để làm thực phẩm, và cũng được nuôi làm cá cảnh.